# Ananindeua
Ananindeua, Aussprache ['ananĩˈdewɐ], amtlich portugiesisch Município de Ananindeua, ist ein Munizip im brasilianischen Bundesstaat Pará nahe der Hauptstadt Belém und Teil der Metropolregion Belém.
Mit zum 1. Juli 2021 geschätzten 540.410 Einwohnern, Ananindeuenser genannt, ist Ananindeua die zweitgrößte Gemeinde von Pará, bei einer Fläche von rund 190,6 km² nimmt sie an Größe die drittletzte Stelle der 144 Munizipien des Bundesstaates ein. Die Bevölkerungsdichte ist mit rechnerisch 2476 Einwohner pro km² sehr hoch.
Ananindeua liegt wie ein Eingangstor vor der auf einer Flusshalbinsel platzierten Metropole Belém. So ist es nur natürlich, dass sowohl die Industrie als auch die Satellitenstädte von Belém hauptsächlich auf dem Territorium von Ananindeua liegen, was dieser Gemeinde hohe Steuereinnahmen einbringt. Die Bevölkerung ist jedoch überwiegend arm.

## Toponymie
Benannt ist der Ort nach einer dort häufig vorkommenden und mehrfach nutzbaren Baumart Symphonia globulifera, die Anani genannt wird.

## Geographie
Umliegende Gemeinden sind Belém, Marituba und Benevides. Im Süden wird die Gemeinde durch den Rio Guamá begrenzt. Neben dem urbanen Zentrum sind auch die 14 Inseln mit weitgehend intakter Natur, die zu Ananindeua gehören, von Ribeirinhos besiedelt. Auf neun der Inseln wird etwas kleinbäuerliche Landwirtschaft (Gemüseanbau) und Viehzucht betrieben.

### Vegetation
Das Biom ist Amazonas-Regenwald (Amazônia).

### Klima
Die Stadt hat tropisches Klima (Am) nach der Klimaklassifikation nach Köppen und Geiger. Die Durchschnittstemperatur ist 26,6 °C. Die durchschnittliche Niederschlagsmenge liegt bei 2447 mm im Jahr. In September und Oktober fallen in Ananindeua deutlich weniger Niederschläge (Trockenzeit), durch die Äquatornähe sind Sommer und Winter kaum unterscheidbar. Die relative Luftfeuchtigkeit ist sehr hoch.
|                   | Jan  | Feb  | Mär  | Apr  | Mai  | Jun  | Jul  | Aug  | Sep  | Okt  | Nov  | Dez  |   |      |
| Temperatur (°C)   | 26,1 | 25,6 | 25,5 | 25,6 | 26,0 | 26,1 | 26,2 | 26,9 | 27,5 | 27,9 | 28,0 | 27,2 | Ø | 26,6 |
| Niederschlag (mm) | 290  | 386  | 480  | 451  | 306  | 137  | 95   | 51   | 34   | 34   | 45   | 138  | Σ | 2447 |

## Geschichte
Das Gebiet war traditionelles Siedlungsgebiet der Tupinambá-Indianer. Während des und nach dem Cabanagem-Aufstand in Belém 1835 bis 1840 flüchteten viele der Bewohner in die Wildnis und siedelten sich an den Flussufern und Várzeas an, dabei entstand auch ein Siedlungskern für Ananindeua. Aufschwung erhielt die Gegend Ende des 19. Jahrhunderts durch einen Haltepunkt der Estrada de Ferro de Bragança, die Belém mit der Küstenstadt Bragança verband.
Im 20. Jahrhundert wurden über die neu errichtete Bundesstraße BR-316 Migrationsströme aus allen Landesteilen Brasiliens nach Pará geführt, was in Ananindeua zu einem explosionsartigen Bevölkerungsanstieg in den 1970er Jahren führte. Strategien und Planungen für eine Stadtentwicklung fehlten, so dass sich in den 1990er Jahren eine urbane Konzentration entwickelte bis hin zur heutigen Agglomeration mit der Hauptstadt Belém im Westen und Marituba und Benevides im Osten.
Die Gemeinde erhielt am 3. Januar 1944 Stadtrechte (Erlass vom 30. Dezember 1943). Erster, noch ernannter Stadtpräfekt wurde der Wirtschaftswissenschaftler und spätere Finanzminister Eugênio Gudin Filho. Für mehrere Politiker wurde Ananindeua Sprungbrett in die Landes- und Bundespolitik wie für Helder Barbalho oder Manoel Carlos Antunes.
In der Dialektgeografie liegt Ananindeua im Bereich des Amazofonia-Dialekts, auch als Nortista bezeichnet.

## Kommunalverwaltung
Bei der Kommunalwahl 2020 wurde Daniel Barbosa Santos, genannt Dr. Daniel, des Movimento Democrático Brasileiro (MDB) für die Amtszeit von 2021 bis 2024 zum Stadtpräfekten gewählt.
Etwa 32,6 % der Haushalte wurden 2018 mit frischem Trinkwasser versorgt, etwa 2 % waren an ein Abwasserkanalsystem angeschlossen.

## Territoriale Untergliederung

### Bairros
Benannte Ortsteile innerhalb der urban und periurban bebauten Zone:
| - 40 Horas - Águas Brancas - Águas Lindas - Atalaia - Aurá - Centro - Cidade Nova - Coqueiro - Curuçambá - Distrito Industrial - Geraldo Palmeira | - Guanabara - Heliolândia - Icuí-Guajará - Icuí-Laranjeira - Jaderlândia - Jiboia Branca - Júlia Sefer - Maguari - Muralha - Paar - Providência |

### Umland
- Abacatal

### Inseln
| - Ilha de Viçosa - Ilha de João Pilatos - Ilha de Santa Rosa - Ilha do Mutá - Ilha do Arauarí | - Ilha de São José da Sororóca - Ilha de Sororóca - Ilha de Sassunema - Ilha de Guajarina |

## Bevölkerungsentwicklung
| Jahr | Einwohner | Stadt   | Land   |
| --- | --------- | ------- | ------ |
| 1950 | 13.303    | 2.118   | 11.185 |
| 1960 | 20.478    | 3.381   | 17.097 |
| 1970 | 22.527    | 2.923   | 19.604 |
| 1980 | 65.878    | 6.850   | 59.028 |
| 1991 | 88.151    | 74.051  | 14.100 |
| 2000 | 393.569   | 392.627 | 942    |
| 2010 | 471.744   | 470.590 | 1.154  |
| 2021 | 540.410   | ?       | ?      |
| Die zur Anzeige dieser Grafik verwendete Erweiterung wurde dauerhaft deaktiviert. Wir arbeiten aktuell daran, diese und weitere betroffene Grafiken auf ein neues Format umzustellen. (Mehr dazu) |           |         |        |

Quelle: IBGE (2011)

## Ethnische Zusammensetzung
Ethnische Gruppen nach der statistischen Einteilung des IBGE (Stand 2000 mit 393.569 Einwohnern, Stand 2010 mit 471.980 Einwohnern):
| Gruppe      | Anteil 2000 | Anteil 2010 | Anmerkung                        |
| ----------- | ----------- | ----------- | -------------------------------- |
| Brancos     | 117.846     | ▼ 112.480   | Weiße, Nachfahren von Europäern  |
| Pardos      | 251.547     | ▲ 322.114   | Mischrassige, Mulatten, Mestizen |
| Pretos      | 19.846      | ▲ 33.004    | Schwarze                         |
| Amarelos    | 628         | ▲ 4.089     | Asiaten                          |
| Indígenas   | 1.525       | ▼ 293       | indigene Bevölkerung             |
| ohne Angabe | 2.177       | –           |                                  |

## Persönlichkeiten
- Ganso, bürgerlich Paulo Henrique Chagas de Lima (* 1989), Fußball-Nationalspieler
- Vinícius Gomes (* 1992), Fußballspieler